# Perlodes dispar
Perlodes dispar är en bäcksländeart som först beskrevs av Jules Pièrre Rambur 1842.  Perlodes dispar ingår i släktet Perlodes och familjen rovbäcksländor. Arten är reproducerande i Sverige. Inga underarter finns listade i Catalogue of Life.